# Modelagem contínua
Modelagem contínua é a prática matemática de aplicar um modelo de dados contínuos (dados que possui um número potencialmente infinito, e divisibilidade de atributos). Utilizam frequentemente equações diferenciais e são convertidos para modelagem discreta.
A modelagem é geralmente dividida em diversas etapas:
- Fazendo suposições sobre os dados: O modelador decide o que está influenciando os dados e o que pode ser seguramente ignorado.
- Fazendo equações para se encaixar as suposições.
- Resolvendo as equações.
- Verificando os resultados: São aplicados vários testes estatísticos nos dados e no modelo e então os comparamos.
- Se o modelo passa o processo de verificação, coloca-se se este em prática.
- Se o modelo falha o processo de verificação, altera-se o modelo e sujeita este novamente a verificação; se o modelo persiste em não se adequar ao formato dos dados em comparação com o modelo que está sendo comparado, é então abandonado.